# Charles Didelot
Charles-Louis Didelot (Estocolmo, 28 de marzo de 1767-Kiev, 7 de noviembre de 1837) fue un bailarín francés, el creador de los zapatos de ballet y coreógrafo. Hijo de Charles Didelot, el maestro de baile del Rey de Suecia,  estudió baile con su padre, quién era maestro de ballet en la Ópera sueca, y debutó como bailarín en el teatro de Bollhuset en Estocolmo en 1786.
Luego estudió en París con Jean Dauberval. Siguió sus estudio con Jean-Georges Noverre, bajo cuya dirección debutó en Londres en 1788.
Cuando el ballet imperial ruso decidió contratar un nuevo coreógrafo jefe, el ex coreógrafo imperial Charles Le Picq propuso invitar a Charles Didelot.
Llegó a San Petersburgo en 1801 por invitación del director de los Teatros Imperiales y debutó como primer bailarín. Su carrera terminó en 1806, luego de un accidente en su pierna y la muerte de su esposa, Rose, una brillante bailarina. A partir de entonces, Didelot enseñó danza, teniendo una importante influencia en el desarrollo del ballet.
Recibió grandes elogios por su coreografía en "Flore and Zephyre" en 1796. Esta producción contó con bailarines que eran sostenidos por cables (máquinas voladoras) para crear la ilusión de ingravidez.
Se convirtió en el primer coreógrafo que mostró a una bailarina posando en la punta (a través de su "máquina voladora") en 1815 en el ballet Flora y Zephyr (1815, París ). Fue Geneviève Gosselin, quien hacía el papel de Flora,  no bailaba en puntas, pero sí hacía algunas poses.
Didelot elevó el ballet ruso a una altura sin precedentes, y es desde Didelot que el ballet ruso llegó a progresar y ha alcanzado una importancia mundial. Creó más de 40 ballets completos, sin contar bailes y fragmentos en otras representaciones.
Fue despedido de la compañía imperial después de una tonta pelea con el director (el príncipe Sergei Gagarin). Su lugar de coreógrafo jefe lo ocupó el francés Alexis-Scipion Blache.